# Malaconotus
Malaconotus é um género de ave da família Malaconotidae.
Este género contém as seguintes espécies:
- Malaconotus blanchoti
- Malaconotus bocagei
- Malaconotus cruentus
- Malaconotus dohertyi
- Malaconotus gladiator
- Malaconotus kupeensis
- Malaconotus lagdeni
- Malaconotus monteiri
- Malaconotus multicolor
- Malaconotus olivaceus
- Malaconotus sulfureopectus
- Malaconotus zeylonus
- Uluguru Bushshrike